# Кёльнская низменность

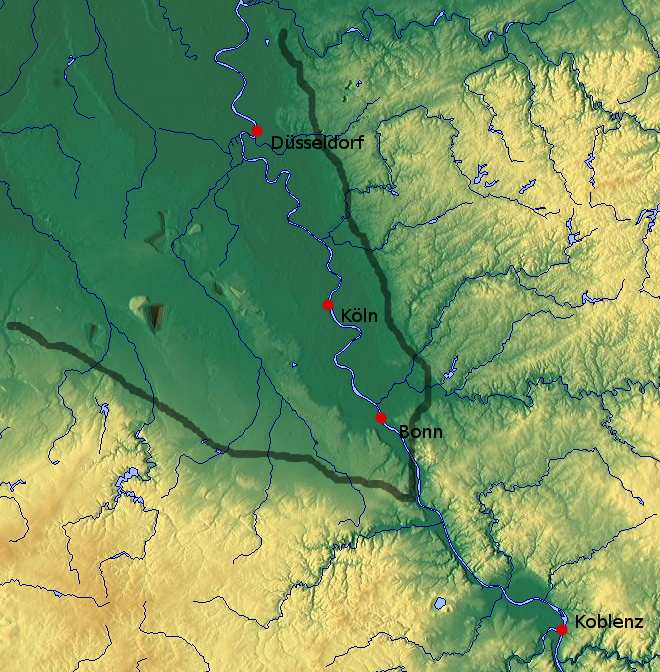
Карта Кельнской низменности с её примерными границами

Кёльнская низменность (нем. Kölner Bucht) — густонаселенная область Германии, расположенная между городами Бонн, Аахен, Дюссельдорф и Нойс. Расположена на юго-западе федеральной земли Северный Рейн-Вестфалия и образует естественный южный конец низменности Нижнего Рейна, переходящий к Рейнскому массиву (Rheinische Schiefergebirge или «Рейнские сланцевые горы»). Кельнская низменность окружена плато От-Фань и Айфелем к западу от Рейна и возвышенностями Бергишес-Ланд к востоку от Рейна. На юге и юго-востоке возвышающийся Рейнский массив, видимый издалека по силуэту Зибенгебирге, окружает низменность в Кенигсвинтере. На северо-западе Кельнская низменность выходит в долины Рейна и Мааса, на северо-востоке она ограничена Мюнстерлендер-Крайдебеккен (Мюнстерская меловая котловина) Вестфальской низменности.

## Климат и геология

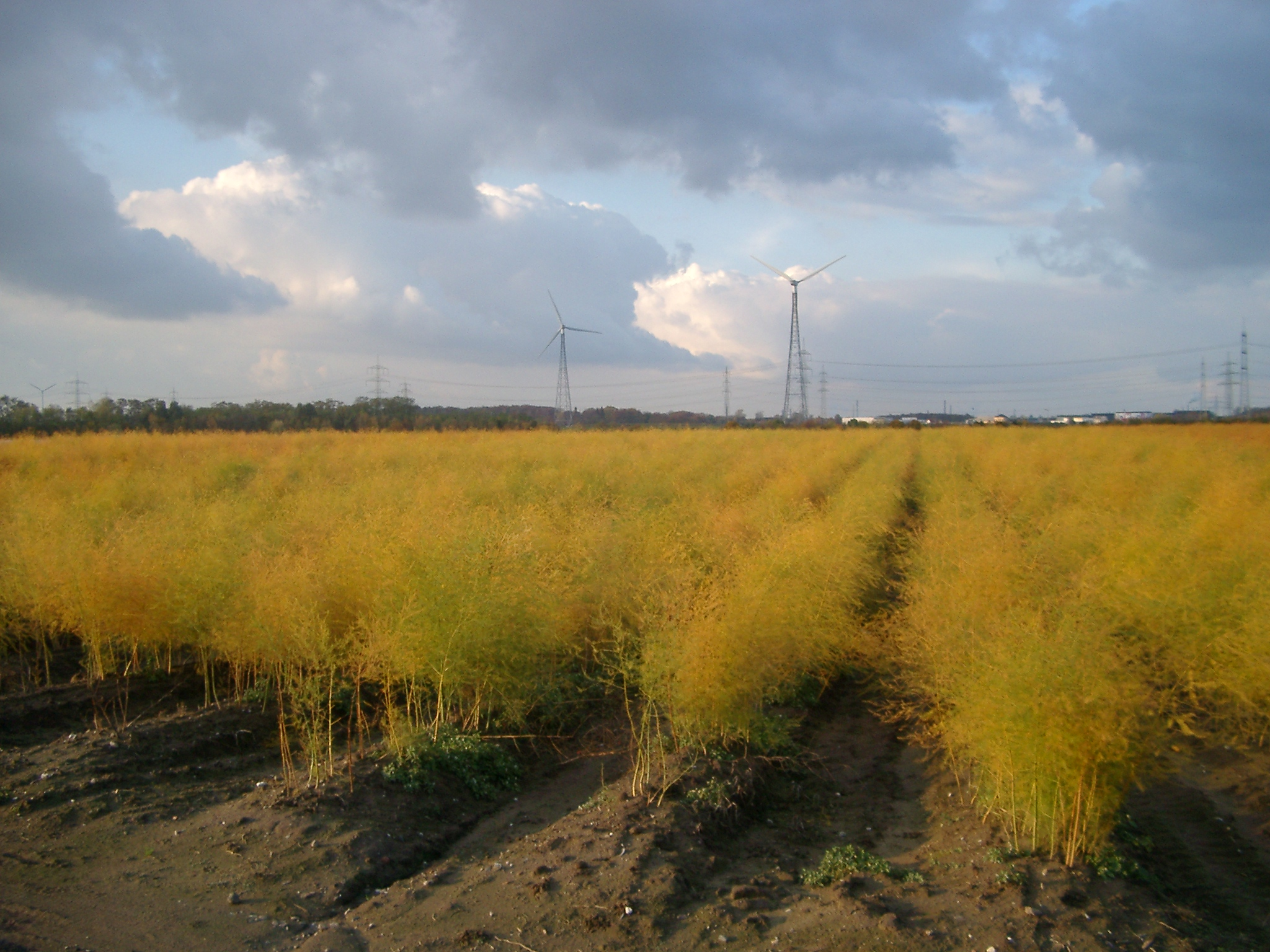
Поле спаржи возле Сехтема

Кельнская низменность — один из самых теплых регионов Германии. В то время как лето на верхнем Рейне несколько теплее, зима в этом районе настолько мягкая, что снег, оставшийся на земле в течение нескольких дней, считался исключительным явлением ещё за десятилетия до начала нынешнего глобального потепления. Из-за орографических дождей на окружающих горных хребтах климат также относительно влажный. В сочетании с ценной лёссовой почвой эти факторы делают Кёльнскую низменность одним из самых плодородных регионов Германии.
Около 30 млн лет назад части Рейнского массива погрузились и образовали низменный регион. Из-за субтропического климата в то время здесь было много разнообразных растений. Около 15 млн лет назад эти растения вымерли и образовали слой торфа толщиной до 270 метров. Под давлением лежащих на нем слоев земли торф спрессовался в лигнит (бурый уголь).
Реки-предшественники сегодняшнего Рейна прорыли широкое русло реки в скальной породе. Эти предшественники Рейна принесли обломки из Альп, Айфеля, Хунсрюка и Вестервальда. Там, где вода текла медленно (на мелководье), осталась глина; там, где она текла быстро, осел песок и гравий. В те дни берега Северного моря иногда доходили до нынешних городов Аахен, Эркеленц и Мёнхенгладбах.
Кельнская низменность сегодня также сейсмически активна.
Регион характеризуется сельским хозяйством (с садами и огородным хозяйством), открытой добычей бурого угля, ландшафтами Ворейфеля и Земли Бергишес, а также 325 крепостями и замками, которые обычно строились как водные замки.